# Dusona chinensis
Dusona chinensis är en stekelart som beskrevs av Horstmann 2004. Dusona chinensis ingår i släktet Dusona och familjen brokparasitsteklar. Inga underarter finns listade i Catalogue of Life.